# Torneo LINAFA 2011-2012
El torneo 2011-2012 es dedicado al exdirigente deportivo de Linafa: Alexander “Tani” Escalante Herrera, quien falleció el 19 de enero de 2011. Es el n° 29 en la historia. Dio inicio el domingo 14 de septiembre de 2011 con la participación de 79 equipos, distribuidos en 10 grupos geográficamente.

## Desarrollo
La temporada 2011-2012 tendrá siete fases:
Primera Fase: Denominada “Fase de clasificación”, en la cual todos los equipos jugarán unos contra otros en sus respectivos grupos provinciales; definiendo los cuatro equipos clasificados por grupo (40 equipos en total), y adicionalmente los equipos que deberán disputar el NO Descenso.
Segunda Fase: En esta fase del torneo se divide en dos formas:
A) Por la Clasificación a la Tercera Fase: Los cuatro mejores equipos de cada grupo provincial, forman cuadrangulares (10 grupos) en las que están presentes dos equipos del mismo grupo provincial de la Primera Fase y dos de otro grupo provincial. Los dos mejores equipos de cada cuadrangular clasificarán a la siguiente etapa. 
B) Por el NO Descenso: Los equipos que no continúan la lucha por el Ascenso, forman grupos (10) para definir el equipo que desciende en cada uno de ellos. En este caso los equipos de cada grupo son de la misma provincia.
Tercera Fase: Conformada por los 20 equipos provenientes de la etapa anterior, clasifican 12 equipos a la siguiente ronda.
Cuarta Fase: Conformada por los 12 equipos provenientes de la etapa anterior, clasifican 8 equipos a la siguiente ronda.
Quinta Fase: Cuartos de Final
Sexta Fase: Semifinal
Sétima Fase: Final

## Torneo

### Primera Fase: Grupos Provinciales
En esta fase los 79 equipos se dividen en grupos por provincia y se enfrentan entre ellos para definir los 4 clasificados por grupo a la Segunda Fase, e igualmente los dos cruadros por grupo que se envían a Cuadrangulares por el NO Descenso la Tercera División de LINAFA. Se utilizará los siguientes colores para resaltar lo expuesto anteriormente: 
|     | Asciende a la Liga de Ascenso (Segunda División) 2012-2013              |
|     | Clasificado a la siguiente fase del Torneo de LINAFA                    |
|     | Compite en grupo por el No Descenso a Tercera División de LINAFA        |
|     | Desciende a la Tercera División de LINAFA 2012-2013                     |
| (D) | Equipo que Descendió de la Liga de Ascenso (Segunda División) 2010-2011 |

#### Grupo A: San José A
|  |    | Equipo                  | PJ | Pts |
|  | -- | ----------------------- | -- | --- |
|  | 1. | Atl. Junior (Hatillo 8) | 14 | 40  |
|  | 2. | AD. Sagrada Familia     | 14 | 23  |
|  | 3. | BCJ La Uruca            | 14 | 20  |
|  | 4. | AD. San Felipe          | 14 | 17  |
|  | 5. | Cristo Rey              | 14 | 16  |
|  | 6. | San Francisco Español   | 14 | 16  |
|  | 7. | Mundo Peluche (ACEPO)   | 14 | 12  |
|  | 8. | AD. Compañeros          | 14 | 9   |

#### Grupo B: San José B
|  |    | Equipo                       | PJ | Pts |
|  | -- | ---------------------------- | -- | --- |
|  | 1. | AD. San Luis - Sta. Teresita | 14 | 31  |
|  | 2. | Orión FC (D)                 | 14 | 28  |
|  | 3. | AD. San Rafael Abajo         | 14 | 24  |
|  | 4. | CCDR. Montes de Oca          | 14 | 23  |
|  | 5. | Atlético San Antonio         | 14 | 17  |
|  | 6. | Club Sport Guadalupe         | 14 | 13  |
|  | 7. | UNED                         | 14 | 10  |
|  | 8. | San Isidro (Desamparados)    | 14 | 10  |

(D) = Equipo que Descendió de la Liga de Ascenso (Segunda División) 2010-2011

#### Grupo C: Alajuela A
|  |    | Equipo              | PJ | Pts |
|  | -- | ------------------- | -- | --- |
|  | 1. | Alajuela Junior     | 14 | 34  |
|  | 2. | Municipal Santa Ana | 14 | 27  |
|  | 3. | Selección de Canoas | 14 | 24  |
|  | 4. | Comunal Cacao       | 14 | 24  |
|  | 5. | Municipal Atenas    | 14 | 14  |
|  | 6. | Bestias FC          | 14 | 13  |
|  | 7. | AD Orotina          | 14 | 12  |
|  | 8. | Naranjo FC          | 14 | 7   |

#### Grupo D: Alajuela B
|  |    | Equipo              | PJ | Pts |
|  | -- | ------------------- | -- | --- |
|  | 1. | Guatuso FC          | 14 | 25  |
|  | 2. | Sarchí FC           | 14 | 25  |
|  | 3. | Kali Villa Elia     | 14 | 24  |
|  | 4. | Río Frío Sarapiquí  | 14 | 23  |
|  | 5. | U. San José Topacio | 14 | 22  |
|  | 6. | La Virgen Sarapiquí | 14 | 19  |
|  | 7. | Municipal Poás      | 14 | 15  |
|  | 8. | Pital FC            | 14 | 6   |

#### Grupo E: Heredia
|  |    | Equipo                       | PJ | Pts |
|  | -- | ---------------------------- | -- | --- |
|  | 1. | AD San Rafael Hdia           | 12 | 18  |
|  | 2. | AD Santo Domingo             | 12 | 18  |
|  | 3. | AD Barrealeña                | 12 | 18  |
|  | 4. | AD San Pablo Chirripó        | 12 | 17  |
|  | 5. | AD Linda Vista Tibás         | 12 | 16  |
|  | 6. | AD La Suiza (Mercedes Norte) | 12 | 16  |
|  | 7. | Deportivo Quesada            | 12 | 14  |

#### Grupo F: Limón
|  |    | Equipo                  | PJ | Pts |
|  | -- | ----------------------- | -- | --- |
|  | 1. | Caribe FC               | 14 | 36  |
|  | 2. | Matineña                | 14 | 33  |
|  | 3. | AD. Fútbol de Siquirres | 14 | 24  |
|  | 4. | La Francia FC           | 14 | 20  |
|  | 5. | Deportivo Caribe Sur    | 14 | 19  |
|  | 6. | Cariareña               | 14 | 13  |
|  | 7. | Alianza de Pococí       | 14 | 8   |
|  | 8. | Alta Talamanca          | 14 | 7   |

#### Grupo G: Cartago
|  |    | Equipo                  | PJ | Pts |
|  | -- | ----------------------- | -- | --- |
|  | 1. | Municipal Guarco        | 14 | 32  |
|  | 2. | AD. Valencia            | 14 | 28  |
|  | 3. | Estudiantil Guadalupana | 14 | 28  |
|  | 4. | Turrialba Cotogol       | 14 | 23  |
|  | 5. | Selección de Pejivalle  | 14 | 21  |
|  | 6. | Real Azteca             | 14 | 9   |
|  | 7. | AS Pumas Orosi          | 14 | 7   |
|  | 8. | Cipreses de Curridabat  | 14 | 7   |

#### Grupo H: Zona Sur
|  |    | Equipo                   | PJ | Pts |
|  | -- | ------------------------ | -- | --- |
|  | 1. | Atl. San Ramón Río Claro | 14 | 31  |
|  | 2. | Atlético Quepos          | 14 | 24  |
|  | 3. | Selección de Osa         | 14 | 23  |
|  | 4. | Colorado Corredores      | 14 | 22  |
|  | 5. | Fusión Parrita           | 14 | 21  |
|  | 6. | Puerto Jiménez           | 14 | 16  |
|  | 7. | Corredores FC            | 14 | 12  |
|  | 8. | Olla Cero                | 14 | 11  |

#### Grupo I: Puntarenas
|  |    | Equipo               | PJ | Pts |
|  | -- | -------------------- | -- | --- |
|  | 1. | Municipal Quepos     | 15 | 28  |
|  | 2. | Jicaral Sercoba      | 15 | 27  |
|  | 3. | ADR Cóbano           | 15 | 21  |
|  | 4. | AD. San Buenaventura | 15 | 19  |
|  | 5. | Municipal Puntarenas | 15 | 18  |
|  | 6. | ADR. Paquera         | 15 | 11  |

#### Grupo J: Guanacaste
|  |    | Equipo                  | PJ | Pts |
|  | -- | ----------------------- | -- | --- |
|  | 1. | Finca Austria de Nosara | 14 | 32  |
|  | 2. | Colorado de Abangares   | 14 | 26  |
|  | 3. | Sardinal de Carrillo    | 14 | 23  |
|  | 4. | AD. Santa Rosa          | 14 | 20  |
|  | 5. | Nandayureña             | 13 | 16  |
|  | 6. | Quebrada Patiño         | 14 | 14  |
|  | 7. | Belén de Carrillo       | 13 | 12  |
|  | 8. | AD. Fortuna FC          | 14 | 8   |

### Segunda fase
La segunda fase constará de 10 grupos para obtener los 20 equipos que continúan en la lucha por el Ascenso, y 8 grupos para definir los equipos que descenderán a Tercera División de LINAFA.

#### Grupo Uno
|  |    | Equipo                  | PJ | Pts |
|  | -- | ----------------------- | -- | --- |
|  | 1. | Atl. Junior (Hatillo 8) | 6  | 11  |
|  | 2. | Municipal Santa Ana     | 6  | 11  |
|  | 3. | Comunal Cacao           | 5  | 7   |
|  | 4. | BCJ La Uruca            | 5  | 1   |

#### Grupo Dos
|  |    | Equipo                           | PJ | Pts |
|  | -- | -------------------------------- | -- | --- |
|  | 1. | AD. San Rafael Abajo             | 6  | 11  |
|  | 2. | AD. San Luis - Sta. Teresita (*) | 6  | 10  |
|  | 3. | Guatuso FC (*)                   | 6  | 7   |
|  | 4. | Río Frío Sarapiquí               | 6  | 6   |

(*) Originalmente Guatuso FC tenía 10 pts pero se le descontaron 3 pts y se le acreditaron a AD. San Luis - Sta. Teresita, ya que este equipo apeló una alineación indebida por parte de Guatuso FC.

#### Grupo Tres
|  |    | Equipo              | PJ | Pts |
|  | -- | ------------------- | -- | --- |
|  | 1. | Alajuela Junior     | 5  | 13  |
|  | 2. | Orión FC            | 5  | 8   |
|  | 3. | Selección de Canoas | 5  | 4   |
|  | 4. | CCDR. Montes de Oca | 5  | 2   |

#### Grupo Cuatro
|  |    | Equipo              | PJ | Pts |
|  | -- | ------------------- | -- | --- |
|  | 1. | AD. Sagrada Familia | 6  | 11  |
|  | 2. | Kali Villa Elia     | 6  | 10  |
|  | 3. | Sarchí FC           | 6  | 8   |
|  | 4. | AD. San Felipe      | 6  | 3   |

#### Grupo Cinco
|  |    | Equipo                 | PJ | Pts |
|  | -- | ---------------------- | -- | --- |
|  | 1. | AD San Rafael Hdia (*) | 6  | 11  |
|  | 2. | La Francia FC          | 6  | 9   |
|  | 3. | Matineña (*)           | 6  | 7   |
|  | 4. | AD Barrealeña          | 6  | 6   |

(*) Originalmente Matineña tenía 10 pts pero se le descontaron 3 pts y se le acreditaron a AD San Rafael Hdia, ya que este equipo apeló una alineación indebida por parte de Matineña.

#### Grupo Seis
|  |    | Equipo                  | PJ | Pts |
|  | -- | ----------------------- | -- | --- |
|  | 1. | Caribe FC               | 6  | 13  |
|  | 2. | AD. Fútbol de Siquirres | 6  | 8   |
|  | 3. | AD Santo Domingo        | 6  | 6   |
|  | 4. | AD San Pablo Chirripó   | 6  | 5   |

#### Grupo Siete
|  |    | Equipo                  | PJ | Pts |
|  | -- | ----------------------- | -- | --- |
|  | 1. | Municipal Guarco        | 6  | 14  |
|  | 2. | Estudiantil Guadalupana | 6  | 14  |
|  | 3. | Colorado Corredores     | 6  | 6   |
|  | 4. | Atlético Quepos         | 6  | 0   |

#### Grupo Ocho
|  |    | Equipo                   | PJ | Pts |
|  | -- | ------------------------ | -- | --- |
|  | 1. | AD. Valencia             | 6  | 13  |
|  | 2. | Turrialba Cotogol        | 6  | 9   |
|  | 3. | Atl. San Ramón Río Claro | 6  | 8   |
|  | 4. | Selección de Osa         | 6  | 4   |

#### Grupo Nueve
|  |    | Equipo                | PJ | Pts |
|  | -- | --------------------- | -- | --- |
|  | 1. | AD. Santa Rosa        | 6  | 9   |
|  | 2. | Colorado de Abangares | 6  | 9   |
|  | 3. | ADR Cóbano            | 6  | 9   |
|  | 4. | Municipal Quepos      | 6  | 7   |

#### Grupo Diez
|  |    | Equipo                  | PJ | Pts |
|  | -- | ----------------------- | -- | --- |
|  | 1. | Jicaral Sercoba         | 6  | 12  |
|  | 2. | Finca Austria de Nosara | 6  | 9   |
|  | 3. | Sardinal de Carrillo    | 6  | 6   |
|  | 4. | AD. San Buenaventura    | 6  | 4   |

### Segunda Fase: Por el NO Descenso

#### Grupo Once
|  |    | Equipo                | PJ | Pts |
|  | -- | --------------------- | -- | --- |
|  | 1. | San Francisco Español | 6  | 12  |
|  | 2. | Cristo Rey            | 6  | 12  |
|  | 3. | AD. Compañeros (*)    | 5  | 9   |
|  | 4. | Mundo Peluche (ACEPO) | 5  | 0   |

(*) Desciende por incomparescencia a un partido

#### Grupo Doce
|  |    | Equipo                    | PJ | Pts |
|  | -- | ------------------------- | -- | --- |
|  | 1. | UNED                      | 6  | 12  |
|  | 2. | San Isidro (Desamparados) | 6  | 8   |
|  | 3. | Club Sport Guadalupe      | 6  | 6   |
|  | 4. | Atlético San Antonio      | 6  | 3   |

#### Grupo Trece
|  |    | Equipo           | PJ | Pts |
|  | -- | ---------------- | -- | --- |
|  | 1. | Bestias FC       | 2  | 6   |
|  | 2. | Municipal Atenas | 2  | 3   |
|  | 3. | AD Orotina (*)   | 2  | 0   |
|  | 4. | Naranjo FC (*)   | 0  | 0   |

(*) Se retiró del Torneo.

#### Grupo Catorce
|  |    | Equipo              | PJ | Pts |
|  | -- | ------------------- | -- | --- |
|  | 1. | U. San José Topacio | 3  | 7   |
|  | 2. | La Virgen Sarapiquí | 3  | 6   |
|  | 3. | Pital FC (*)        | 4  | 1   |
|  | 4. | Municipal Poás (*)  | 0  | 0   |

(*) Se retiró del Torneo.

#### Grupo Quince
|  |    | Equipo                       | PJ | Pts |
|  | -- | ---------------------------- | -- | --- |
|  | 1. | AD La Suiza (Mercedes Norte) | 4  | 7   |
|  | 2. | AD Linda Vista Tibás         | 4  | 5   |
|  | 3. | Deportivo Quesada            | 4  | 4   |

#### Grupo Dieciséis
|  |    | Equipo               | PJ | Pts |
|  | -- | -------------------- | -- | --- |
|  | 1. | Deportivo Caribe Sur | 5  | 13  |
|  | 2. | Cariareña            | 5  | 9   |
|  | 3. | Alianza de Pococí    | 5  | 6   |
|  | 4. | Alta Talamanca       | 5  | 1   |

#### Grupo Diecisiete
|  |    | Equipo                 | PJ | Pts |
|  | -- | ---------------------- | -- | --- |
|  | 1. | AS Pumas Orosi         | 5  | 13  |
|  | 2. | Selección de Pejivalle | 5  | 8   |
|  | 3. | Cipreses de Curridabat | 5  | 7   |
|  | 4. | Real Azteca            | 5  | 0   |

#### Grupo Dieciocho
|  |    | Equipo            | PJ | Pts |
|  | -- | ----------------- | -- | --- |
|  | 1. | Olla Cero         | 4  | 8   |
|  | 2. | Puerto Jiménez    | 4  | 4   |
|  | 3. | Fusión Parrita    | 4  | 3   |
|  | 4. | Corredores FC (*) | 0  | 0   |

(*) Se retiró del Torneo

#### Grupo Diecinueve
|  |    | Equipo               | PJ | Pts |
|  | -- | -------------------- | -- | --- |
|  | 1. | Municipal Puntarenas | 2  | 3   |
|  | 2. | ADR. Paquera         | 2  | 3   |

Nota: Desciende ADR. Paquera ya que perdió en serie de penales 4 a 1

#### Grupo Veinte
|  |    | Equipo                | PJ | Pts |
|  | -- | --------------------- | -- | --- |
|  | 1. | Nandayureña           | 4  | 6   |
|  | 2. | Quebrada Patiño       | 4  | 4   |
|  | 3. | AD. Fortuna FC        | 4  | 4   |
|  | 4. | Belén de Carrillo (*) | 0  | 0   |

(*) Se retiró del Torneo

### Tercera Fase
Esta fase se enfrentan en series directas los 20 equipos clasificados de la ronda anterior, para obtener los 12 equipos que clasificarán a la siguiente etapa (los 10 ganadores de las series y adicionalmente los 2 mejores perdedores).

| Serie  | Equipo Local Ida        | Resultado         | Equipo Local Vuelta          | Ida   | Vuelta |
| ------ | ----------------------- | ----------------- | ---------------------------- | ----- | ------ |
| Uno    | Atl. Junior (Hatillo 8) | 3 - 3 (P: 5 - 3)  | AD. San Luis - Sta. Teresita | 0 - 1 | 3 - 2  |
| Dos    | AD. San Rafael Abajo    | 4 - 2             | Municipal Santa Ana          | 1 - 0 | 3 - 2  |
| Tres   | AD. Sagrada Familia     | 4 - 2             | Orión FC                     | 2 - 0 | 2 - 2  |
| Cuatro | Alajuela Junior         | 5 - 1             | Kali Villa Elia              | 0 - 1 | 5 - 0  |
| Cinco  | AD. Fútbol de Siquirres | 5 - 2             | AD San Rafael Hdia           | 2 - 0 | 3 - 5  |
| Seis   | Caribe FC               | 11 - 0            | La Francia FC                | 3 - 0 | 8 - 0  |
| Siete  | Municipal Guarco        | 4 - 1             | Turrialba Cotogol            | 0 - 0 | 4 - 1  |
| Ocho   | AD. Valencia            | 2 - 2 (TE: 1 - 0) | Estudiantil Guadalupana      | 1 - 0 | 1 - 2  |
| Nueve  | Finca Austria de Nosara | 4 - 3             | Colorado de Abangares        | 2 - 0 | 2 - 3  |
| Diez   | Jicaral Sercoba         | 4 - 3             | AD. Santa Rosa               | 2 - 0 | 2 - 3  |

### Cuarta Fase
Esta fase se enfrentan en series directas los 12 equipos clasificados de la ronda anterior, para obtener los 8 equipos que clasificarán a la siguiente etapa: Cuartos de Final.

| Serie  | Equipo Local Ida        | Resultado        | Equipo Local Vuelta          | Ida   | Vuelta |
| ------ | ----------------------- | ---------------- | ---------------------------- | ----- | ------ |
| Uno    | Alajuela Junior         | 3 - 1            | AD. San Luis - Sta. Teresita | 0 - 1 | 3 - 0  |
| Dos    | AD. San Rafael Abajo    | 2 - 0            | Estudiantil Guadalupana      | 1 - 0 | 1 - 0  |
| Tres   | AD. Sagrada Familia     | 2 - 1            | Caribe FC                    | 1 - 0 | 1 - 1  |
| Cuatro | AD. Fútbol de Siquirres | 4 - 0            | Municipal Guarco             | 2 - 0 | 2 - 0  |
| Cinco  | Atl. Junior (Hatillo 8) | 2 - 2 (P: 5 - 4) | AD. Valencia                 | 1 - 0 | 1 - 2  |
| Seis   | Finca Austria de Nosara | 5 - 4            | Jicaral Sercoba              | 3 - 3 | 2 - 1  |

### Rondas finales
|  | Cuartos de final             | Cuartos de final        | Cuartos de final        |   |                         | Semifinales | Semifinales | Semifinales |  |  | Final                   | Final    | Final    |
|  | V Fase                       | V Fase                  | V Fase                  |   |                         | VI Fase     | VI Fase     | VI Fase     |  |  | VII Fase                | VII Fase | VII Fase |
|  |                              |                         |                         |   |                         |             |             |             |  |  |                         |          |          |
|  | Finca Austria de Nosara      | 2                       | 1                       |   |                         |             |             |             |  |  |                         |          |          |
|  | AD. Valencia                 | 1                       | 0                       |   |                         |             |             |             |  |  |                         |          |          |
|  | AD. Valencia                 | 1                       | 0                       |   | Finca Austria de Nosara | 2           | 2           |             |  |  |                         |          |          |
|  |                              |                         |                         |   | Finca Austria de Nosara | 2           | 2           |             |  |  |                         |          |          |
|  |                              | Atl. Junior (Hatillo 8) | 1                       | 1 |                         |             |             |             |  |  |                         |          |          |
|  | Atl. Junior (Hatillo 8)      | Atl. Junior (Hatillo 8) | 1                       | 1 | 1                       | 3           |             |             |  |  |                         |          |          |
|  | Atl. Junior (Hatillo 8)      |                         |                         |   | 1                       | 3           |             |             |  |  |                         |          |          |
|  | AD. San Luis - Sta. Teresita | 0                       | 0                       |   |                         |             |             |             |  |  |                         |          |          |
|  |                              |                         |                         |   |                         |             |             |             |  |  | Finca Austria de Nosara | 2        | 2        |
|  |                              |                         | AD. Fútbol de Siquirres | 3 | 0                       |             |             |             |  |  |                         |          |          |
|  | AD. Fútbol de Siquirres      | 2                       | 3                       |   |                         |             |             |             |  |  |                         |          |          |
|  | AD. San Rafael Abajo         | 1                       | 0                       |   |                         |             |             |             |  |  |                         |          |          |
|  | AD. San Rafael Abajo         | 1                       | 0                       |   | AD. Fútbol de Siquirres | 0           | 2           |             |  |  |                         |          |          |
|  |                              |                         |                         |   | AD. Fútbol de Siquirres | 0           | 2           |             |  |  |                         |          |          |
|  |                              | Alajuela Junior         | 0                       | 1 |                         |             |             |             |  |  |                         |          |          |
|  | Alajuela Junior (P)          | Alajuela Junior         | 0                       | 1 | 0                       | 1 (3)       |             |             |  |  |                         |          |          |
|  | Alajuela Junior (P)          |                         |                         |   | 0                       | 1 (3)       |             |             |  |  |                         |          |          |
|  | AD. Sagrada Familia          | 1                       | 0 (2)                   |   |                         |             |             |             |  |  |                         |          |          |